# Revue canadienne de physique
Canadian Journal of Physics/Revue canadienne de physique est une revue scientifique évaluée par des pairs. Elle a été créée en 1951, d'abord connue sous le titre "Canadian Journal of Research, Section A: Physical Sciences" (Revue canadienne de recherche, section A: sciences physiques). La revue est publiée mensuellement par NRC Research Press et édité par Michael Steinitz (en). La Revue canadienne de physique est affilié à l'Association canadienne des physiciens et physiciennes depuis octobre 1998.